# Men's Rimouski Challenger 2012
Il Men's Rimouski Challenger 2012 è stato un torneo professionistico di tennis maschile giocato sul cemento indoor. È stata la 6ª edizione del torneo che fa parte dell'ATP Challenger Tour nell'ambito dell'ATP Challenger Tour 2012. Si è giocato a Rimouski in Canada dal 19 al 25 marzo 2012.

## Partecipanti

### Teste di serie
| Nazionalità | Giocatore          | Ranking* | Testa di serie |
| ----------- | ------------------ | -------- | -------------- |
| Giappone    | Tatsuma Itō        | 105      | 1              |
| Canada      | Vasek Pospisil     | 114      | 2              |
| Sudafrica   | Izak van der Merwe | 132      | 3              |
| Germania    | Dominik Meffert    | 204      | 4              |
| Germania    | Denis Gremelmayr   | 207      | 5              |
| Belgio      | Maxime Authom      | 212      | 6              |
| Germania    | Peter Gojowczyk    | 215      | 7              |
| Svizzera    | Stéphane Bohli     | 221      | 8              |

- Ranking al 12 marzo 2012.

### Altri partecipanti
Giocatori che hanno ricevuto una wild card:
- Philip Bester
- Samuel Monette
- Filip Peliwo
- Milan Pokrajac

Giocatori passati dalle qualificazioni:
- Devin Britton
- Austin Krajicek
- Haydn Lewis
- Clément Reix

## Campioni

### Singolare
Vasek Pospisil ha battuto in finale  Maxime Authom con il punteggio di 7–6(6), 6–4.

### Doppio
Tomasz Bednarek /  Olivier Charroin hanno battuto in finale  Jaan-Frederik Brunken /  Stefan Seifert con il punteggio di 6–3, 6–2.